# Gianfranco Fini
Gianfranco Fini (Bolonha, 3 de janeiro de 1952) é um político e jornalista italiano, ex-presidente da Câmara dos deputados da Itália e antigo líder do partido pós-fascista Aliança Nacional (Alleanza Nazionale), que posteriormente fundiu-se com a Forza Italia, de Silvio Berlusconi, para formar o partido de centro-direita Povo da Liberdade (PdL) (Il Popolo della Libertà).
Fini foi também vice-Presidente do Conselho de Ministros (equivalente a vice-primeiro ministro) e Ministro das Relações Exteriores da Itália, no governo Berlusconi, entre 2001 e 2006.
Fini é um dos líderes históricos do extinto Movimento Sociale Italiano-Destra Nazionale (Movimento Social Italiano - Direita Nacional), partido fundado em 26 de dezembro de 1946 por remanescentes da República Social Italiana e ex-expoentes do regime fascista, como Arturo Michelini. O partido se dissolveu em 27 de janeiro de 1995, e a maior parte dos seus membros filiou-se à Aliança Nacional, enquanto uns poucos ligaram-se  Movimento Social Chama Tricolor (Movimento Sociale Fiamma Tricolore).
Deputado por diversas legislaturas, Fini foi vice-presidente do Conselho de Ministros e ministro dos Negócios Estrangeiros durante o Governo Berlusconi II e III (2001 a 2006).
Foi vice-presidente do Governo no segundo Governo Berlusconi e ministro do Exterior no Berlusconi III. Foi também, de 30 de abril de 2008 a 15 de março de 2013, presidente da Câmara dos Deputados da Itália.
É autor de dois livros: Un'Italia civile (1999 ISBN 8879284738) e L'Europa che verrà. Il destino del continente e il ruolo dell'Italia (2003 ISBN 888112484X).

## Relações com o fascismo
Em visita a Israel, denunciou os erros do fascismo e a tragédia do Holocausto, definindo as leis raciais fascistas como "mal absoluto do século XX". Vários órgãos da imprensa noticiaram a declaração, interpretando o "mal absoluto" como se fosse aplicável ao fascismo em si..
Todavia, até 1994, quando teve início o primeiro governo de Silvio Berlusconi, Fini afirmava sua crença no fascismo e sua admiração por Mussolini:
"Acredito ainda no fascismo, sim, acredito." 19 de agosto de 1989;
"Ninguém pode nos pedir que abjuremos a nossa matriz fascista", Il Giornale, 5 de janeiro de 1990;
"Mussolini foi o maior estadista do século. E se vivesse hoje, garantiria a liberdade dos italianos", 30 de setembro de 1992;
"...quem foi vencido pelas armas mas não pela história está destinado a saborear o doce gosto da revanche... Depois de quase meio século, o fascismo está idealmente vivo...", maio de 1992;
"Mussolini foi o maior estadista do século... Existem fases nas quais a liberdade não se inclui entre os valores importantes", junho de 1994).
Posteriormente, ao rever publicamente algumas das suas posições ideológicas e dar declarações sobre as leis raciais fascistas como "mal absoluto," provocou a ira de vários militantes e a saída de Alessandra Mussolini da Aliança Nacional, para fundar o movimento Libertà d'azione (Liberdade de ação), depois renomeado para Azione sociale ("Ação social").
Em 2008, Fini voltou a provocar a indignação dos seus prosélitos ao conclamar a direita a doravante reconhecer-se no antifascismo, distanciando-se das ideologias que marcaram o seu passado político. Tais declarações motivaram a revolta do seu antigo porta-voz Francesco Storace, que o acusou de incitar ódios e de dar razão aos expoentes da extrema-esquerda, que por anos negaram a tragédia das foibas.

## Fundação do PDL e expulsão do partido
Em março de 2009, Fini fundiu seu partido Aliança Nacional com o partido de Berlusconi, Il Popolo della Libertà, e era visto por muitos como o herdeiro político do premiê italiano até à ruptura entre os dois.
Em Julho de 2010, Berlusconi afastou Fini devido a “divergências insanáveis”, e disse que não estava disposto a aceitar “um partido dentro do partido”. Assim, pressionou Fini a abandonar a presidência da Câmara dos Deputados, mas este recusou demitir-se e desafiando o primeiro-ministro afirmou que os seus apoiantes no Parlamento “não hesitarão em opor-se às escolhas injustas do Executivo ou contrárias ao interesse geral.” Deste modo, Berlusconi perdeu a maioria que dispunha, pois 32 deputados apoiantes de Fini abandonaram o partido de Berlusconi para criarem o seu próprio grupo parlamentar.
A expulsão de Fini ocorreu após vários meses de divergências com Berlusconi. Quando o Governo quis propor uma lei que reduzisse drasticamente as escutas telefónicas feitas pelos magistrados e impedisse os jornalistas de as citarem, Fini opôs-se e obrigou Berlusconi a suavizar a proposta. Em nome da “moralidade e legalidade”, também apelou aos políticos que estejam a ser investigados que se demitam das suas funções, numa altura em que três ministros eram acusados de corrupção e tráfico de influências e que posteriormente tiveram de abandonar os seus cargos.

## O caso Montecarlo e a campanha de imprensa contra Fini
Em agosto 2010, contemporaneamente ao aumento das divergências entre Fini e Berlusconi, os jornais de direita "Il Giornale", "Libero" e "Panorama" começaram uma áspera campanha de imprensa contra Gianfranco Fini. A campanha teve como motivo central um apartamento em Montecarlo, que o partido Alleanza Nazionale tinha herdado pela condessa Anna Maria Colleoni. O apartamento tinha sido vendido por Alleanza Nazionale em 2008 para uma sociedade offshore com sede na Ilha St. Lucia. O preço de venda era de 300.000 € . Em 2010 o apartamento era utilizado por o empreitero Giancarlo Tulliani, irmão da namorada de Fini, Elisabetta Tulliani, que tinha-lhe alugado por uma sociedade offshore.
Dia 30 de julho foi apresentada uma denúncia por Francesco Storace, chefe do partido La Destra e ex membro de Alleanza Nazionale. A procuradoria de Roma abriu um novo inquérito contra desconhecidos.
Os jornais "Il Giornale" e "Libero" sustentavam que Giancarlo Tulliani seria o verdadeiro proprietário do apartamento que Fini teria vendido em nome de Alleanza Nazionale por um preço muito mais baixo do valor real. Tulliani seria tambem, segundo os dois jornais, o verdadeiro proprietário da sociedade offshore que havia comprado o apartamento da Alleanza Nazionale e que depois o haveria revendido para uma segunda sociedade offshore, também de sua propriedade.
Dia 25 de setembro 2010 Fini declarou em um messagem em video: Se ficasse provado que o apartamento em Montecarlo pertence a Giancarlo Tulliani, irei renunciar ao cargo de presidente da Camara dos Deputados.
Dia 26 de outubro 2010 a procuradoria de Roma pediu a arquivaçao do inquérito.
Dia 26 de janeiro 2011 o ministro das relaçoes exteriores Franco Frattini anunciou que o governo da Ilha de St. Lucia havia confirmado que Giancarlo Tulliani seria o verdadeiro dono da sociedade proprietária do apartamento .
A procuradoria declarou que o conteudo dos documentos oficiais enviados para Itália pelo governo de St. Lucia eram irrelevantes para as investigações..
A campanha de "Il Gionale" e "Libero" não só se ocupou do caso Montecarlo, mas também de muitos negócios da advogada e empresaria no setor immobiliario Elisabetta Tulliani, namorada de Fini, e da família dela. "Il Giornale" publicou muitas reportagens de uma casa de produção televisiva de nom Absolute Tv Media que, segundo ele, 51% pertenceria a dona de casa Francesca Frau, mãe de Elisabetta Tulliani, totalmente alheia ao mundo da televisão. A casa de produção teria recebido um cargo pelo canal televisivo de estado RAI graças ao qual a senhora Frau teria ganhado uma soma superior a um milhão de euros.

## Família
Nos anos oitenta Gianfranco Fini conheceu Daniela Di Sotto, que nessa época era casada com Sergio Mariani, amigo de Fini e membro do partido dele.. Daniela Di Sotto separou-se de Mariani e casou-se com Fini. Em 1985 nasceu Giuliana, sua única filha. Fini e Di Sotto se separaram em 2007.
Depois da separação tornou-se público o relacionamento de Fini com Elisabetta Tulliani (n. 1973), ex-namorada do proprietário de clubes de futebol Luciano Gaucci e proprietária a partir desse relacionamento de um enorme patrimonio immobiliário. O casal Fini-Tulliani tem duas filhas: Carolina  e Martina.